# Вулиця Набережна (Тернопіль)
Вулиця Набережна — вулиця в мікрорайоні «Новий світ» міста Тернополя. За часів Польщі (1920-1939) — вулиця Студена, за часів СРСР (до 1991) — Набережна-бічна (Набережною тоді називалась вулиця Білецька).

## Відомості
Розташована на заході мікрорайону неподалік Тернопільського ставу. Розпочинається від вулиці Білецької, пролягає на схід до вулиці Броварної, де і закінчується. На вулиці розташовані чотири приватні будинки (№№1-4). На північ відгалужується проїзд в напрямку двору будинку №47 вулиці Броварної.

## Транспорт
Рух вулицею — двосторонній, дорожнє покриття — асфальт. Громадський транспорт по вулиці не курсує, найближчі зупинки знаходяться на вулицях Броварній та Івана Котляревського.